# Desastre da Qinghe Special Steel Corporation
O desastre da Qinghe Special Steel Corporation foi um desastre industrial que ocorreu em 18 de abril de 2007, no distrito de Qinghe em Tieling, Liaoning, China. Trinta e duas pessoas morreram e seis ficaram feridas quando uma concha usada para transportar aço derretido se separou de um trilho aéreo na fábrica Qinghe Special Steel Corporation.
Uma investigação subsequente pelas autoridades chinesas descobriu que a planta não tinha muitos recursos de segurança importantes e estava muito abaixo dos padrões de referência da regulamentação, com a causa direta do acidente sendo atribuída ao uso inadequado de equipamentos abaixo do padrão. A investigação também concluiu que as várias outras falhas de segurança na instalação eram fatores contribuintes. O relatório passou a criticar os padrões de segurança em toda a indústria siderúrgica chinesa.
Sun Huashan, vice-chefe da Administração Estatal de Segurança do Trabalho, disse que este foi "o acidente mais grave a atingir a indústria siderúrgica da China desde 1949".

## Antecedentes
A Qinghe Special Steel Corporation Ltda, fundada em 1987, era originalmente uma empresa estatal, reestruturada mais tarde como uma empresa privada. De acordo com a Administração Estatal de Segurança do Trabalho, a fábrica tinha cerca de trezentos funcionários na época do acidente, embora a Xinhua fornecesse o número de empregados de 650. Em 2006, a fábrica produziu setenta mil toneladas de aço e esperava aumentar a produção para 120 mil toneladas em 2007.
O prédio onde ocorreu o desastre foi usado pela Qinghe Special Steel Corporation como uma instalação de processamento de aço. A concha que falhou carregava aço fundido de um alto-forno para outros processos e tinha um diâmetro de dois metros e uma capacidade de trinta toneladas de aço líquido. Ela corria sobre um trilho a uma altura de três metros acima do chão da fábrica.

## Evento
Às 7h45min, horário local, a concha em questão separou-se do trilho de ferro que a conectava ao alto-forno enquanto estava sendo posicionada sobre uma mesa de trabalho em preparação para despejar seu conteúdo. Todas as 30 toneladas de aço líquido, que estavam a uma temperatura de aproximadamente 1 500 graus Celsius, foram derramadas. Esse aço líquido então irrompeu pelas janelas e porta de uma sala adjacente a cinco metros de distância, onde os trabalhadores se reuniram durante uma mudança de turno, engolfando totalmente aquela sala.
Quando os serviços de emergência chegaram, eles inicialmente não puderam fornecer assistência, pois as altas temperaturas do aço derretido os impediram de entrar na área e tiveram que esperar o aço esfriar. Quando finalmente conseguiram acessar a área, descobriram que trinta e dois trabalhadores morreram no derramamento. Seis outras pessoas na sala sobreviveram e foram levadas às pressas para o hospital com queimaduras graves. De acordo com os médicos, cinco trabalhadores foram inicialmente listados como em condição estável, e os demais listados como críticos. Foi relatado que eles corriam o risco de contrair infecções por causa das queimaduras. No entanto, um comunicado anterior no site da Administração Estatal de Segurança do Trabalho publicou informações contraditórias, afirmando que os trinta e dois mortos representavam todos os presentes na sala na altura, e que apenas duas pessoas ficaram feridas: os operadores da concha. A agência de imprensa oficial Xinhua também divulgou um relatório afirmando que a concha caiu sobre os trabalhadores que estavam na parte de baixo do local, mas não ficou claro se os trabalhadores foram de fato esmagados ou se isso também conflitava com os outros relatórios.
Depois de resgatar os seis sobreviventes, a equipe de resgate recuperou os corpos dos trinta e dois mortos.

## Reações e relatos de sobreviventes
Sun Huashan, vice-chefe da Administração Estatal de Segurança do Trabalho, deu uma entrevista coletiva logo após o desastre, na qual afirmou: "É o acidente mais grave a atingir a indústria siderúrgica da China desde 1949". Houve um clamor público em toda a China quando a notícia se tornou conhecida.
Os sobreviventes foram entrevistados para a mídia e por investigadores sobre sua experiência. Um deles fez o seguinte relato da tragédia: "Eu estava me abaixando para pegar algumas ferramentas quando ouvi gritos. A concha estava caindo [...] [O líquido] caiu no chão, espirrando no meu corpo e queimando [minhas] roupas. Eu apenas corri". Outro deu a seguinte descrição de ter sido queimado pelo aço: "Quando o aço bateu, senti como se estivesse sendo espancado por barras de ferro — meu cérebro ficou em branco. Eu estaria morto se tivesse virado a cabeça".
De acordo com a The Epoch Times, um sobrevivente, Jiao Zhengyan, chefe da seção de fundição de lingotes da empresa, explicou por que o aço foi derramado em vez de permanecer em uma concha vertical: "Enquanto a concha estava caindo, bateu em uma plataforma e inclinou-se. O aço derretido imediatamente fluiu para a sala de conferências, que estava próxima".

## Investigação
As autoridades chinesas imediatamente iniciaram uma investigação completa sobre o desastre, que foi concluída uma semana depois, em 23 de abril. A própria fábrica foi fechada para o curso da investigação, uma prática comum na China, mas o trabalho continuou no escritório local.
A investigação concluiu que a causa direta do desastre foi que a empresa utilizava uma talha padrão em vez de uma especificamente projetada para trabalhos de fundição perigosos. Outros fatores contribuintes identificados foram medidas de segurança negligentes e gerenciamento "caótico". O relatório oficial também afirmou que "os equipamentos e materiais dentro da oficina eram bagunçados, o espaço de trabalho era estreito e as passagens de segurança não atendiam aos requisitos". O relatório indicou ainda que o acidente destacou as más condições de trabalho e medidas de segurança na indústria siderúrgica chinesa, afirmando: "Algumas empresas não conseguem se adaptar às demandas de rápida expansão e ignoram a segurança [...] A inspeção de segurança não está em vigor, levando a acidentes múltiplos [...] As condições de segurança do trabalho no setor metalúrgico são extremamente sombrias".

## Resultado
Os corpos dos mortos estavam gravemente queimados para serem reconhecidos, então teste de DNA foi usado para identificação. Dentro de 24 horas após o desastre, os oficiais prenderam o proprietário da usina e três funcionários que eram responsáveis pelas questões de segurança do trabalho, e prometeram para cada família das vítimas um mínimo de duzentos mil yuan em compensação. De acordo com Xinhua, as posições dos presos eram o de gerente da usina, um operador, um técnico e um supervisor de oficina. A mesma declaração da administração de segurança do trabalho que emitiu a contagem conflitante de lesões afirmou que os responsáveis estavam "sob controle", mas não deu mais detalhes.